# مانويل كوريلز
مانويل كوريلز (بالإسبانية: Manuel Corrales)‏ هو مدرب كرة قدم ولاعب كرة قدم بيروفي، ولد في 3 أغسطس 1982 في ليما في بيرو. شارك مع منتخب بيرو لكرة القدم. أما مع النوادي، فقد لعب مع أليانزا ليما والجامعي دي بيرو ونادي أياكوتشو ونادي ميتز.

## وصلات خارجية
- مانويل كوريلز على موقع قاعدة بيانات كرة القدم.إي يو (الإنجليزية)
- مانويل كوريلز على موقع ليكيب (الفرنسية)
- مانويل كوريلز على موقع ناشيونال فوتبول تيمز (الإنجليزية)
- مانويل كوريلز على موقع Soccerway.com (الإنجليزية)